# 京城帝國大學
京城帝國大學是朝鮮日治時期成立的國立大學，於日本在第二次世界大戰戰敗後廢止。

## 背景
大日本帝國於1924年創立京城帝國大學，當時簡稱“城大”，是日本九所帝國大學的第六所，也是朝鲜半島最早的綜合大學，設有預科、理工學部、法文學部以及醫學部。日本於第二次世界大戰戰敗後，該校被改名為京城大學，隨後遭到駐朝鮮美軍政廳以第102號命令廢止，剩下的學術資源和人才被重新整理。
廢止後的京城大學併同其他九間學校被拆分，京城大學及二戰時期帝國大學的歷史至此劃下句點，此後由大韓民國政府利用其剩餘資源，將其整合進入新成立的首爾大學，今天融合為其的一部分。
九間學校如下：
- 京城法學專門學校 （경성법학전문학교）
- 京城工業專門學校 （경성공업전문학교）
- 京城鑛山專門學校 （경성광산전문학교）
- 京城醫學專門學校 （경성의학전문학교）
- 水原農林專門學校 （수원농림전문학교）
- 京城經濟專門學校 （경성경제전문학교）
- 京城齒科醫學專門學校 （경성치과의학전문학교）
- 京城師範學校 （경성사범학교）
- 京城女子師範學校 （경성여자사범학교）